# Жалин (Казахстан)
Жали́н (каз. Жалын) — село у складі Байтерецького району Західноказахстанської області Казахстану. Входить до складу Макаровського сільського округу.
Населення — 319 осіб (2021; 326 у 2009, 356 у 1999, 345 у 1989).
До 2020 року село називалось Факел.